# Операція «Святий Януарій»
«Нічний продавець» (італ. Operazione San Gennaro) — кримінальна комедія.

## Зміст
Група американських авантюристів вирушає до Старого світу, у Неаполь, щоб заволодіти знаменитими скарбами святого Януарія. Однак так просто залітним гостям ніхто б не дозволив облагодити подібне дільце, тому вони домовляються з місцевою мафією і спільно готують найскладніше пограбування.

## Ролі
- Ніно Манфреді — Дуду
- Тото — дон Вінченцо
- Зента Бергер — Меггі
- Маріо Адорф — Шашілло
- Клодін Оже — Кончеттіна
- Гаррі Гардіно — Джек